# Energia

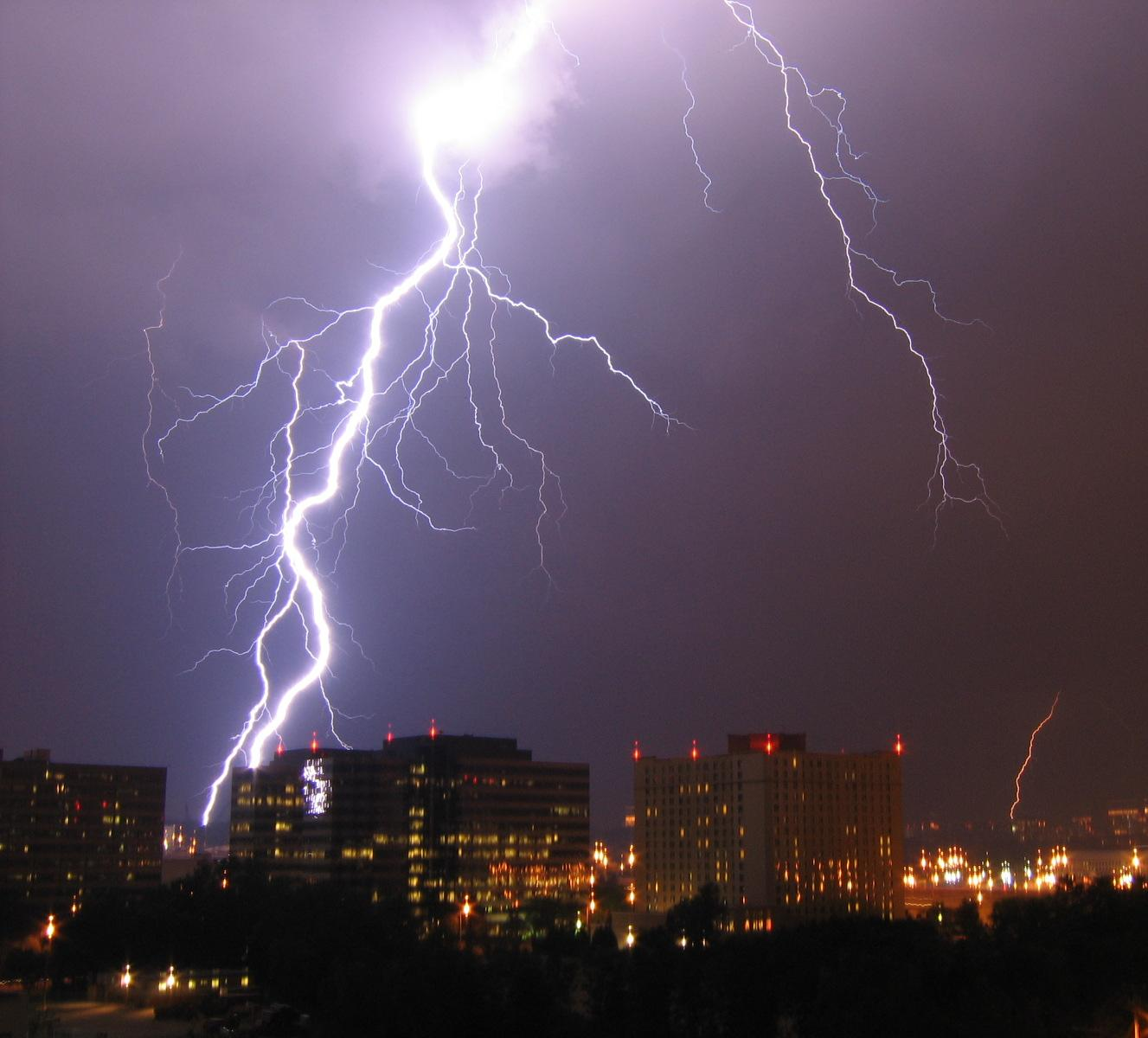
Uderzenie pioruna jest przykładem przemian energii

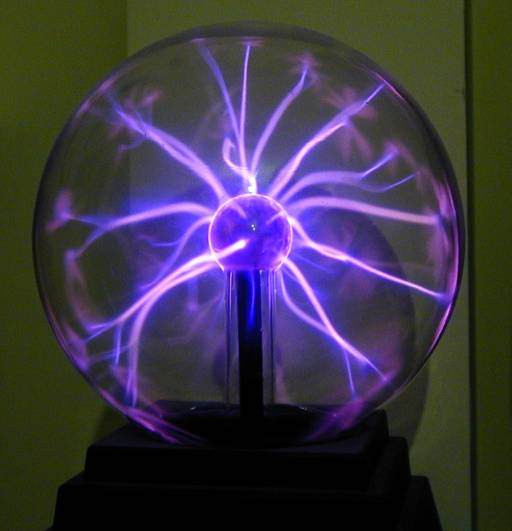
Wyładowanie elektryczne w kuli plazmowej

Energia (gr. ενεργεια energeia od ἔργον ergon „praca”) – skalarna wielkość fizyczna charakteryzująca stan układu fizycznego (materii) jako jego zdolność do wykonania pracy.
Energia występuje w różnych postaciach np.: energia kinetyczna, energia potencjalna, energia sprężystości, energia termiczna, energia jądrowa.
Energia może zmieniać swoją postać, jednak nie może być tworzona ani niszczona (zasada zachowania energii). Np. produkcja energii w elektrowni węglowej oznacza tylko przekształcenie energii chemicznej w elektryczną.
Z punktu widzenia termodynamiki niektóre formy energii są funkcjami stanu i potencjałami termodynamicznymi. Energia i jej zmiany opisują stan i wzajemne oddziaływania obiektów fizycznych (ciał, pól, cząstek, układów fizycznych), przemiany fizyczne i chemiczne oraz wszelkiego rodzaju procesy występujące w przyrodzie. W termodynamice, energię która może zostać zamieniona na pracę w określonych warunkach nazywa się energią swobodną.
Energia jest wielkością addytywną.
Energię we wzorach fizycznych zapisuje się najczęściej za pomocą symbolu E.

## Gęstość energii
Stan ośrodka ciągłego lub pola fizycznego charakteryzuje gęstość energii – skalarna wielkość fizyczna równa energii zawartej w jednostce objętości oraz strumień energii – wektorowa wielkość fizyczna równa iloczynowi gęstości energii i prędkości przemieszczania się jej w danym ośrodku.

## Stan układu
Energia charakteryzuje stan równowagi układu i odchylenia od tego stanu. Układy fizyczne w stanach stacjonarnych lub podstawowych charakteryzowane są energią, której wartość jest minimalna. W związku z rozpraszaniem się (dyssypacją) energii obserwuje się samorzutne przechodzenie układów ze stanów o dużej energii do stanów o najmniejszej energii zwanych podstawowymi.

## Energia a praca
Jeśli dany układ fizyczny ma w pewnym stanie energię mechaniczną większą o pewną wartość od energii w innym stanie, oznacza to, że jest on w stanie wykonać pracę nad innymi ciałami. Wartość tej pracy równa jest różnicy energii między tymi stanami, jeżeli energia wewnętrzna pozostaje stała.
Energia jest miarą zdolności układu fizycznego (materii) do wykonania pracy lub spowodowania przepływu ciepła. W procesach, w których jeden rodzaj energii zamienia się w inny (np. w procesie grzania grzejnikiem energia ładunków elektrycznych w spirali może zamienić się w energię wewnętrzną otaczającego spiralę powietrza i energię wewnętrzną samego grzejnika), związanych zawsze z jakiegoś rodzaju oddziaływaniami (w przywołanym przykładzie jest to oddziaływanie elektronów z siecią krystaliczną spirali) praca sił opisujących te oddziaływania jest równa ilości przemienianej energii.

## Przepływ energii
Zgodnie z przyjętym sposobem opisu procesów fizycznych energia może być w tych procesach przekazywana (przenoszona) z jednego obiektu (układu) fizycznego do drugiego, a różnym procesom fizycznym odpowiadają różne postacie (formy) energii, które mogą w tych procesach zmieniać się (przekształcać) w inne.
Energia układu odosobnionego (izolowanego) jest stała, choć mogą zmieniać się jej formy i może być przekazywana z jednej części układu do innej (zasada zachowania energii). Zgodnie z twierdzeniem Noether zasada zachowania energii wynika z symetrii translacji czasowej (co można interpretować jako taką właściwość świata, zgodnie z którą prawa fizyki dzisiaj są takie same jak były wczoraj).
Ze względu na zasadę zachowania energii i związek tej zasady z symetrią translacji czasowej, energia jest jedną z podstawowych wielkości fizycznych.

## Energia w teorii względności
W szczególnej teorii względności całkowita energia relatywistyczna danego obiektu fizycznego jest składową czasową czteropędu tego obiektu.
Zgodnie z wynikającą ze szczególnej teorii względności zasadą równoważności masy i energii masa spoczynkowa danego obiektu fizycznego jest jego energią spoczynkową (energią w układzie odniesienia związanym z obiektem, nazywanym układem spoczynkowym tego obiektu), określoną wzorem {\displaystyle E_{0}=m_{0}c^{2}} i w pewnych warunkach może być przekształcona w energię kinetyczną (oraz energia kinetyczna w spoczynkową), zaś całkowite energie relatywistyczne poszczególnych części układu (mierzone w układzie odniesienia środka pędu układu) są składnikami energii (masy) spoczynkowej układu.
Według ogólnej teorii względności rozkład energii i pędu jest źródłem zakrzywienia czasoprzestrzeni, które to zakrzywienie opisuje grawitację.

## Przykłady form energii
- energia mechaniczna
  - energia kinetyczna
  - energia potencjalna
- energia elektryczna
- energia magnetyczna (jednostką jest J/m³)
- energia chemiczna
- energia jądrowa
- energia potencjałów termodynamicznych

## Jednostki energii
Jednostką energii w układzie SI jest dżul [J].
Inne jednostki:
- kilogramometr [kGm]
- kilowatogodzina [kWh]
- kaloria [cal]
- elektronowolt [eV]
- erg [erg]

## Metody uzyskiwania energii

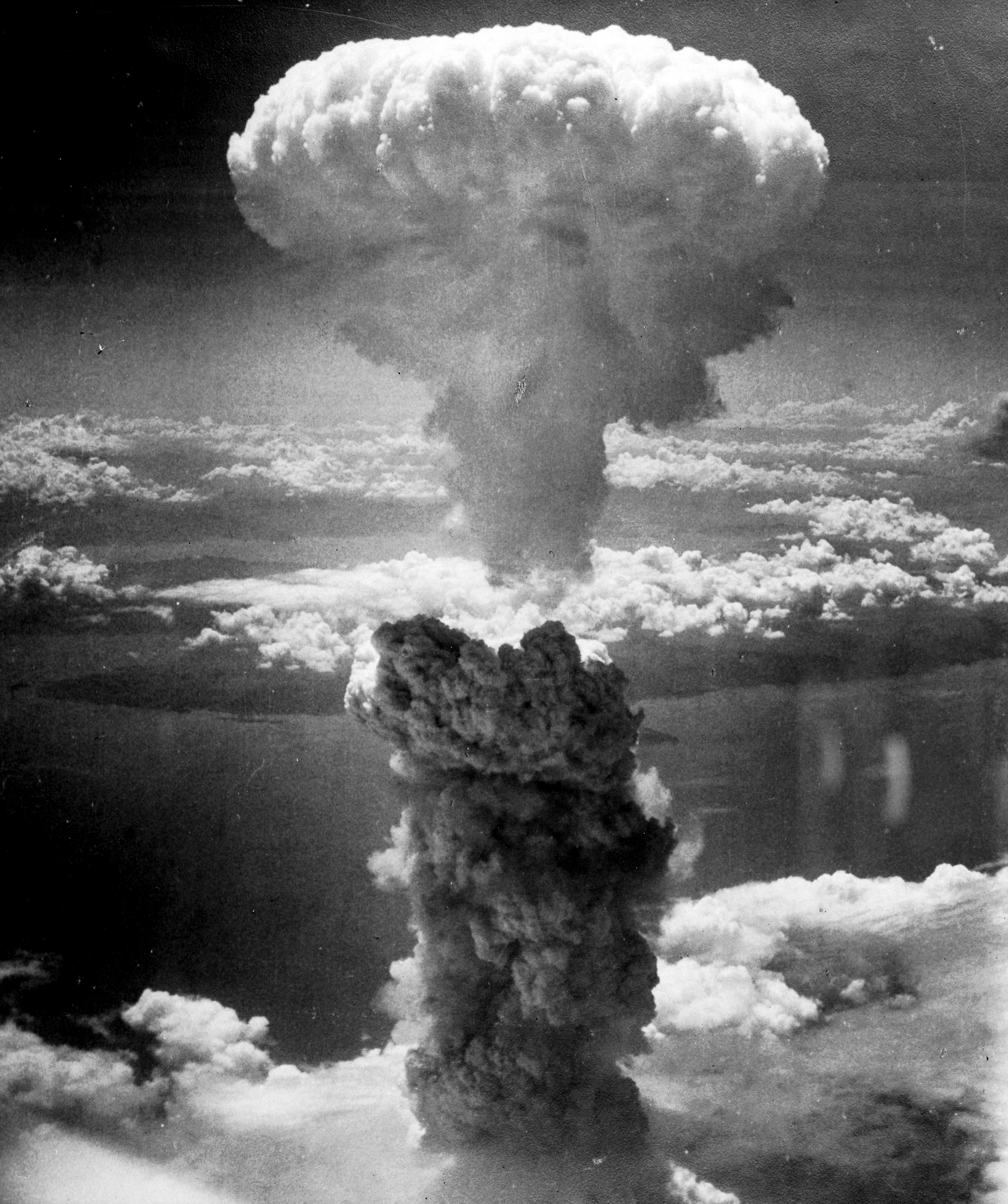
Grzyb atomowy nad Nagasaki w 1945 roku – skutek wybuchu bomby jądrowej

Najbardziej wydajną metodą uzyskiwania energii, z jednostki masy nośnika, leżącą w zasięgu możliwości technicznych ludzkości jest reakcja syntezy jądrowej. Kilkadziesiąt razy mniejszą wydajność teoretycznie można uzyskać w wyniku rozpadu jąder atomowych. Największą praktyczną wydajność osiągają już istniejące elektrownie atomowe, w których z jednostki masy uzyskuje się mniej niż jeden procent energii rozpadu jąder izotopu uranu 235
U, co odpowiada około 1/30000 energii odpowiadającej masie paliwa. Ilość utraconej przez układ określa defekt masy:
{\displaystyle E=\Delta mc^{2}=\mathrm {1\ kg\cdot \left(3\cdot 10^{8}{\frac {m}{s}}\right)^{2}=9\cdot 10^{16}\ J} }